# Aéroport de la Côte de Kapiti
L'aéroport de la Côte de Kapiti (code IATA : PPQ • code OACI : NZPP), anciennement appelé aéroport de Paraparaumu, est situé sur la côte de Kapiti de l'Île du Nord de la Nouvelle-Zélande, entre la banlieue dortoir de Wellington de Paraparaumu Beach (à l'ouest et au nord), Paraparaumu à l'est et la plage de Raumati au sud. Le ruisseau Wharemauku traverse une partie du terrain de l'aéroport.
À l'origine détenu par le gouvernement, l'aéroport de Kapiti Coast était le principal de la région de Wellington jusqu'à ce que l'aéroport international de Wellington rouvre ses portes en 1959. Il a été privatisé en 1995.

## Situation
| \| 50 km1:2 365 000 \| Kapiti Auckland Wellington Chatham · Tuuta Christchurch Dunedin Gisborne Great Barrier Greymouth Hamilton Hokitika Invercargill Kaikoura Kaitaia Kerikeri Nelson New Plymouth North Shore Palmerston North Picton Queenstown Timaru Rotorua Stewart Takaka Taupo Tauranga Wanaka Westport Whakatane Whanganui Whangarei Whitianga Woodbourne |
| 50 km1:2 365 000 |

## Histoire
Construit par la Royal New Zealand Air Force en juillet 1939 en utilisant l'équipement de Whenuapai, Paraparaumu a été rendu disponible comme "aéroport d'urgence" par le gouvernement. L' aéroport de Rongotai alors en herbe à Wellington a été fermé pour des raisons de sécurité du 27 septembre 1947 à 1959, car la surface devenait souvent inutilisable pendant les mois d'hiver. La National Airways Corporation a été contrainte de déménager à l'aéroport de Paraparaumu, à 56 km de Wellington, provoquant une baisse d'un tiers du nombre de passagers du détroit de Cook pour NAC en une seule année, en raison de l'isolement. Néanmoins, Paraparaumu était l'aéroport le plus fréquenté du pays en 1949, avec jusqu'à 20 DC-3 et Lodestars alignés sur son aire de trafic.
Les dimensions de la piste d'origine étaient (16/34) 1350 m x 45 m avec une extension de départ de 85 m disponible sur la piste 16, touchant presque Kapiti Road, qui passe devant l'aérodrome. À ce moment-là, la piste secondaire (11/29) mesurait 1239 m x 30 m.
Paraparaumu a été jugé impropre aux opérations internationales dans les années 1950 en raison de l'île de Kapiti au proche ouest et des chaînes de Tararua à peine à un mille à l'est enfreignant les trajectoires de décollage et d'atterrissage. Les zones d'habitation étaient très proches du sud et de l'ouest de l'aéroport et, depuis le milieu des années 1980, au nord également, directement en face de Kapiti Road.
L' autorité de l'aviation civile de Nouvelle-Zélande a récemment approuvé l'aéroport après avoir identifié des problèmes d'obstruction à l'approche. Dans les années qui ont suivi, les performances des aéronefs et les améliorations des systèmes de navigation des aéronefs rendent les préoccupations antérieures moins critiques.
De 1952 à 1957, Wellington avait exceptionnellement deux aéroports nationaux: NAC qui dirigeait Herons de Rongotai (que la CAA avait accepté de rouvrir à des conditions strictes), principalement à Blenheim et Nelson, et à Rotorua via Napier, avec tout le reste de Paraparaumu. Lorsque la NAC a introduit les vicomtes au début de 1958, ils ne pouvaient opérer que vers Christchurch et Auckland, la piste de Paraparaumu étant d'environ 300 m (980 pieds) trop court. L'aéroport de Rongotai reconstruit et grandement amélioré a ouvert ses portes en 1959, bien que son terminal soit resté l'ancienne usine Tiger Moth jusqu'à la fin des années 1990, et Paraparaumu a cessé d'être le principal aéroport de Wellington et est devenu alors un aérodrome d'aviation générale.
Le Kapiti Aero Club est basé à l'aéroport, avec d'autres aviateurs privés et des entreprises de location. En raison de la rareté relative des vols commerciaux, c'est une base populaire pour les vols privés et de loisirs.

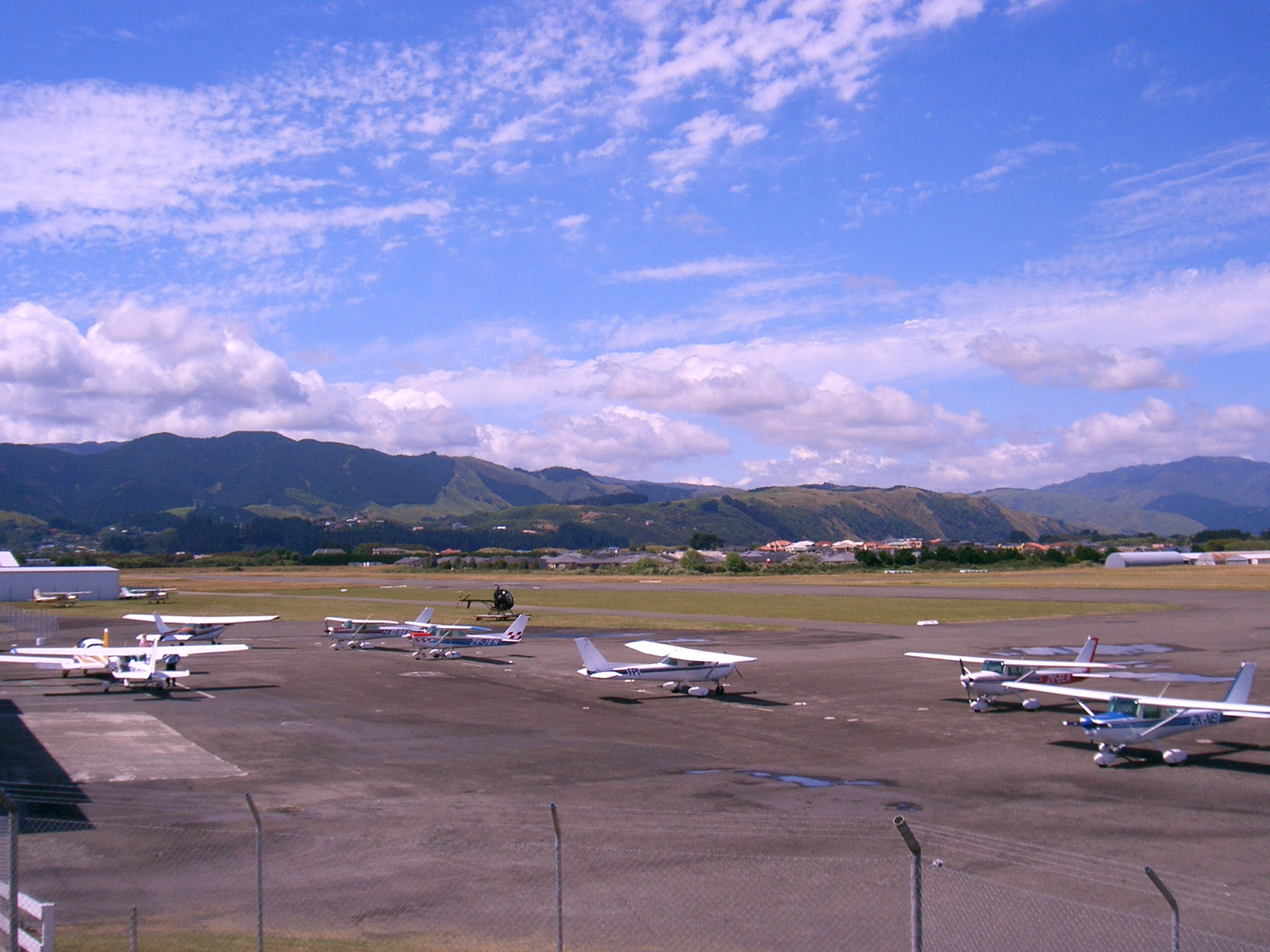
Rampe

Aussi récemment qu'en 1992, des sites alternatifs pour un nouvel aéroport pour Wellington ont été étudiés, y compris Paraparaumu, mais une décision a été prise pour améliorer le site existant de l'aéroport de Wellington.
L'intérêt pour la fourniture de vols commerciaux à Paraparaumu est relancé car la côte de Kapiti est l'un des centres régionaux à la croissance la plus rapide de Nouvelle-Zélande. Beaucoup de professionnels et d'hommes d'affaires les plus aisés de Wellington vivent à Paraparaumu et tolèrent le trajet d'une heure pour le style de vie proposé.
Début 2007, l'aéroport a été vendu par ses premiers propriétaires privés au promoteur immobilier Sir Noel Robinson pour 40 millions de dollars néo-zélandais. Depuis, une partie de la propriété de l'aéroport a été vendue pour permettre un développement résidentiel et une partie de la piste secondaire 11/29 a été fermée. En décembre 2019, l'aéroport a été vendu au développeur néo-zélandais Templeton Group qui représente NZPropCo.
Les propositions de réaménagement impliquent la fermeture du 29/11, avec une piste parallèle en herbe comme seule piste de vent traversier. Un nouveau terminal multi-utilisateurs est destiné à la zone sud. Ce réaménagement a été stimulé par l'intérêt d'Air New Zealand pour l'exploitation des avions Q300 . Les audiences de planification du réaménagement de l'aéroport ont eu lieu en novembre 2007, le réaménagement ayant été achevé en 2011 avec la remise à neuf de la piste et la remise en service de la tour de contrôle. La hausse des coûts de l'aéroport de Wellington a également contribué à l'initiative d'Air New Zealand de planifier des vols vers Paraparaumu.
Le 24 octobre 2011, Air Nelson, filiale d'Air New Zealand, a lancé des vols entre Auckland et Paraparaumu. Les vols vers Christchurch ont également fonctionné à partir de novembre 2013, mais ont cessé en février 2016. Tous les vols sont effectués avec un avion Bombardier Q300 de 50 places. Le 9 mars 2018, Air New Zealand a annoncé qu'elle suspendait son service Kapiti Coast à Auckland à compter du 3 avril 2018. Cela a mis fin aux opérations d'Air New Zealand sur la côte de Kapiti après 7 ans.
Le 29 mars 2018, Air Chathams a exprimé son intérêt pour le démarrage de services à Auckland depuis Paraparaumu avec l'un de ses Saab 340, mais l'avion présente des restrictions de performances potentielles qui pourraient entraîner des perturbations avec le déchargement des passagers. Une solution a été proposée pour exploiter un système de feux de signalisation au nord de l'aéroport sur Kapiti Road pour interrompre momentanément le trafic, mais uniquement lorsque cela est nécessaire pour un décollage aux performances maximales. Air Chathams a estimé qu'en moyenne, les lumières seraient nécessaires environ 10 fois par semaine.
Le 2 juillet 2018, Air Chathams a annoncé qu'elle commencerait ses services vers la côte de Kapiti à partir du 20 août 2018, offrant 36 vols par semaine en utilisant le Saab 340.

## Compagnies aériennes et destinations

### Passagers
| Compagnies   | Destinations                          |
| ------------ | ------------------------------------- |
| Air Chathams | Auckland                              |
| Sounds Air   | Blenheim-Woodbourne (en), Nelson (en) |

Édité le 27/12/2020

## Accidents et incidents
En 1949, un Lockheed Lodestar de Whenuapai (Auckland) s'est écrasé dans la chaîne de Tararua. La tour Paraparaumu avait autorisé l'avion à voler selon les règles de vol à vue lorsque la base des nuages était en dessous de 800 m et n'avait pas vérifié que l'avion tournait vers l'est vers les plages au lieu de prendre la mer près de l'île Kapiti pour s'aligner sur la piste principale.
En 1954, un DC-3 a subi une panne de moteur alors qu'il était sur le point d'atterrir sur la piste 34 et a pénétré dans une maison de Kohutuhutu Rd, Raumati Beach. Trois enfants à bord sont morts dans l'incendie qui a suivi (il n'y avait pas d'agents de bord sur les vols intérieurs jusqu'en 1956), mais le capitaine a aidé tout le monde à se mettre en sécurité. Il a été déterminé que la cause de l'accident était l'épuisement de carburant parce que les deux moteurs avaient été sélectionnés pour le réservoir principal tribord.
Le 6 novembre 1970, Douglas C-47 B ZK-AXS du ministère des Transports a été endommagé au-delà de la réparation économique lors d'un décollage simulé sous le vent,  lorsque le train d'atterrissage s'est effondré. L'avion effectuait un vol d'entraînement. Le fuselage a par la suite été utilisé à des fins de formation au feu et a été signalé pour la dernière fois à Wellington . 
Le 17 février 2008, au-dessus d'une quincaillerie adjacente, Placemakers, il y a eu une collision en vol qui fit trois morts entre un Cessna 152 et un hélicoptère, qui ont chuté d'environ 1500 pieds, l'hélicoptère dans le magasin et l'avion dans une rue voisine. Personne n'a été blessé au sol.

## Voir également
- Liste des aéroports de Nouvelle-Zélande
- Liste des compagnies aériennes de Nouvelle-Zélande
- Transport en Nouvelle-Zélande